# Aeropuerto Santiago Vila
Aeropuerto Santiago Vila (IATA: GIR, OACI: SKGI) es el aeropuerto que le brinda servicio al Área metropolitana de Girardot, situándose a 3.1 km de Girardot en el municipio de Flandes en el departamento del Tolima en Colombia. Este aeropuerto tiene una actividad moderada de transporte de carga y pasajeros, realizando vuelos a diferentes destinos del interior del país.

## Historia
El 5 de junio de 1948 se inauguró el aeropuerto Santiago Vila; en Flandes, con el fin de prestar los servicios a la ciudad de Girardot, también destacada hasta entonces como el mayor puerto fluvial sobre el río Magdalena. Inmediatamente se iniciaron los vuelos regulares de pasajeros y carga, uniendo al puerto con las ciudades de Bogotá e Ibagué, como estaba planeado originalmente por los gestores de la empresa. El aeropuerto fue construido por SAETA (Sociedad Aérea del Tolima S.A.) y tomó su nombre en honor a uno de los fundadores de la misma, el empresario tolimense Don Santiago Vila Escobar.  La empresa continuó su crecimiento y para este año se adquirió un cuarto avión, un DC-3, el HK-1203, el cual fue asignado al servicio exclusivo de carga y aeroexpresos. Así fue como se autorizó por parte de las autoridades aeronáuticas a operar vuelos en esa modalidad a las ciudades de Barranquilla, Medellín y Cartagena.
Para el primer semestre de 1949 SAETA (la empresa administradora) había transportado 16.778 pasajeros, registrando una participación de 4.1% del total de pasajeros transportados en el país. Además había transportado un total de 2'869.707 kilos de carga, lo que representaba una participación del 4.3% del total transportado en el país. 
El 13 de agosto de 1949 ocurrió un accidente de gravedad con un DC-3, donde perecieron sus 32 ocupantes. El avión estaba bajo el mando del Capitán Nicolás Olano, quien había sido fundador de la empresa carguera SCOLTA y recientemente se había vinculado a SAETA. El HK-1200 cubría la ruta Girardot-Bogotá y se estrelló en la vereda Bojacá en la Sabana de Bogotá. 
A principios de 1951 se ofrecían servicios regulares de carga a Cali, además de las rutas de pasajeros que incluían ahora servicios regulares a Medellín y Montería. Los servicios regionales fueron incrementados cuando en noviembre de ese mismo año se inauguraron los servicios regulares a Mariquita y Palanquero, con la anuencia de la Fuerza Aérea Colombiana. 
Dentro de los planes de expansión se contemplaba la inclusión de servicios regulares a Medellín, Villavicencio y Sogamoso en la red de rutas nacionales, pero estos no llegaron a concretarse.
Antes de iniciar operaciones EasyFly, fue la aerolínea Aires de capital huilense y tolimense quien en dos oportunidades operó el destino Girardot desde Bogotá; en un primer momento en 1992 con sus aviones Bandeirante de fabricación Brasilera para 19 pasajeros, y años más tarde en el año 2005 retornó con sus naves Dash 8-200, y 300 producidos en Canadá que oscilaban entre los 38 a 45 pasajeros. Luego se vinculó la aerolínea EasyFly la cual inició operaciones con vuelos chárter en la terminal el 11 de junio de 2010 con aeronaves tipo BAe Jetstream 41 de origen Británico con capacidad para 30 pasajeros, con destino también a la ciudad de Bogotá. Sin embargo Satena, la aerolínea estatal, realizó algunos vuelos reales con motivo del traslado desde la Capital de la República de las distintas participantes departamentales al Reinado Nacional del Turismo que se celebra anualmente en la Ciudad de las Acacias-Girardot, a bordo de una de sus aeronaves Dornier 328 de fabricación Alemana con 32 sillas.
Aerosucre, la principal aerolínea de carga del país, tiene gran interés por extender sus líneas a esta terminal aérea. Las directivas están interesadas en la compra de más de 10 hectáreas de terreno aledaños al aeropuerto para trasladar de El Dorado al Santiago Vila su central de mantenimiento de aeronaves.

## Infraestructura
En octubre de 2008 el Aeropuerto comenzó a ser ampliado y modernizado con una inversión de 130 millones de Dólares, asumida por las Gobernaciones de Cundinamarca y Tolima con las Alcaldías de Girardot, Flandes, Ricaurte y Agua de Dios, además por entidades privadas nacionales e internacionales.
El Aeropuerto, que se aspira sea complementario de carga, contará con una plataforma de 10 000 m², un terminal de carga de 1.500 metros, un cuartel de bomberos y el mejoramiento de las vías de acceso.
Debido a que las Gobernaciones de Cundinamarca y Tolima tomaron la determinación de hacer la devolución del terminal aéreo a la Aeronáutica Civil-Aerocivil en cumplimiento a lo ordenado por sus respectivas Asambleas Departamentales. La Vicepresidencia de la República notificó el 29 de enero de 2015, la ejecución de unas importantes inversiones por valor de 7200 millones de pesos, para la recuperación de la pista de aterrizaje, entre otros.

## Actividades aeronáuticas
Aeropuerto principal para la práctica de paracaidismo.
Por otra parte se desarrollan actividades enfocadas a la recreación y el turismo como paracaidismo, vuelos dirigidos y recorridos aéreos por la región.

## Aerolíneas y destinos

### Pasajeros
| Aerolíneas        | Destinos |
| ----------------- | -------- |
| Avianca           | Bogotá   |
| Clic Air          | Bogotá   |
| JetSMART Colombia | Bogotá   |
| LATAM Colombia    | Bogotá   |
| SATENA            | Bogotá   |

## Aerolíneas que cesaron operación
- Aires Colombia
  - Bogotá / Aeropuerto Internacional El Dorado

- Satena
  - Bogotá / Aeropuerto Internacional El Dorado Vuelo real Reinado Nacional del Turismo

- EasyFly
  - Bogotá / Aeropuerto Internacional El Dorado